# La Gaillarde
La Gaillarde is een gemeente in het Franse departement Seine-Maritime (regio Normandië) en telt 415 inwoners (1999). De plaats maakt deel uit van het arrondissement Dieppe.

## Geografie
De oppervlakte van La Gaillarde bedraagt 7,8 km², de bevolkingsdichtheid is 53,2 inwoners per km².
De onderstaande kaart toont de ligging van La Gaillarde met de belangrijkste infrastructuur en aangrenzende gemeenten.

## Demografie
Onderstaande figuur toont het verloop van het inwonertal (bron: INSEE-tellingen).